# Divisione di polizia marittima e aeroportuale

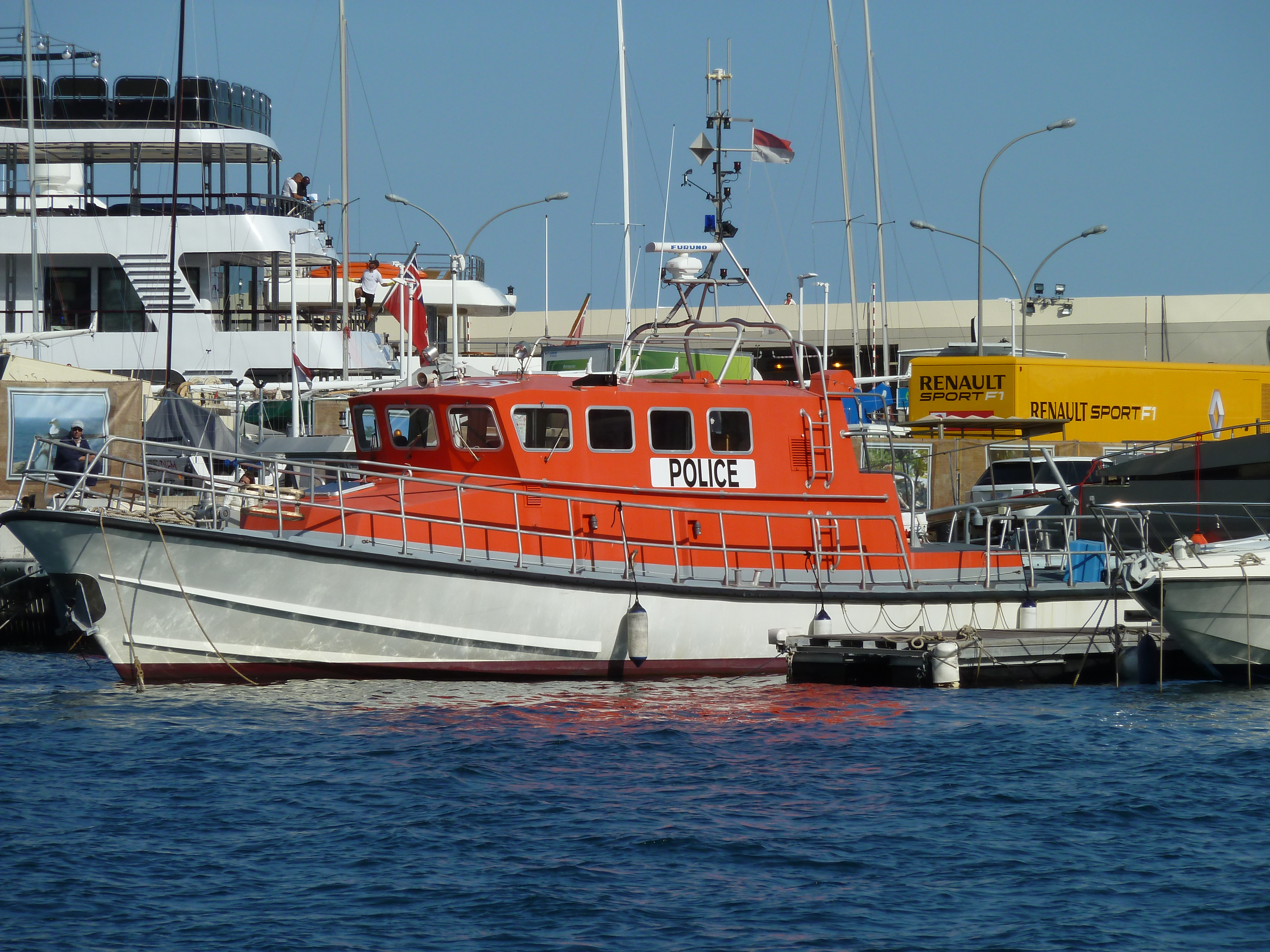
La motovedetta monegasca Vigilante (classe Canots tous temps o CTT di 17,60 m sviluppata per la SNSM)

La Divisione di polizia marittima e aeroportuale (in francese: Division de Police Maritime et Aéroportuaire, abbreviata con l'acronimo DPMA) è una branca della polizia monegasca suddivisa in due sezioni, "marittima" e "controllo frontaliero".

## Storia
Nata per decisione del principe Ranieri III, la Divisione originariamente aveva il compito di garantire il controllo delle imbarcazioni a porto d'Ercole. Nel corso del tempo, compiti e personale sono aumentati.
Oggi, il DPMA assicura:
- tutti i compiti assegnati alla polizia nelle aree portuali, acque interne e quelle acque territoriali;
- salvataggio in mare in stretta collaborazione con il CROSSMED di Tolone (Centro operativo regionale per la sorveglianza e salvataggio - Mediterraneo);
- controllo delle frontiere
- Sicurezza delle spiagge
- gestione di soste di sicurezza.

## Organizzazione del personale
Il DPMA è composto da 35 elementi:
- 1 comandante principale di polizia, capo divisione: Patrick Reynier

Lo stato maggiore:
- 1 comandante principale di polizia, vicecapo divisione: Philippe Liautard
- 3 brigadieri capo
- 1 sottobrigadiere

Una segreteria:
- 1 agente de polizia

Oltre a: 
- 6 sottobrigadieri
- 22 agenti de polizia

Il personale è per lo più polivalente, cumula le qualifiche di sommozzatore (18) per immersioni in mare aperto fino a -40 m o per alcuni fino a -60 m; di 11 tecnici in indagini [giudiziarie] subacquee (TIS), altri (12) sono formati e qualificati come padroni e secondi di imbarcazione d'altura o costiera presso il Centro di istruzione navale di Saint-Mandrier (CIN) e il Centro nazionale di istruzione nautica della gendarmeria ad Antibes (CNING). 19 agenti di polizia sono titolari del Certificato nazionale di sicurezza e salvataggio in acqua (BNSSA) di cui 2 svolgono la mansione bagnino di salvataggio. Queste competenze professionali sono direttamente correlate ai compiti assegnati alla divisione, che è operativa quotidianamente h24 tutto l'anno.

## Mezzi marittimi in uso
- 1 imbarcazione di salvataggio, la Vigilante;
- 1 imbarcazione veloce semirigida, il Libecciu;
- 1 imbarcazione pneumatica a scafo semirigido del tipo "Zodiac".

## Caratteristiche tecniche mezzi marittimi odierni e del passato
| Mezzo          | Utilizzo      | Lunghezza   | Velocità massima |
| -------------- | ------------- | ----------- | ---------------- |
| Grâce Patricia | 1961-1970     | 13 metri    | 16 nodi          |
| Jacques Boissy | 1973-1990     | 17 metri    | 25 nodi          |
| RH 1000        | 1989-2006     | 10 metri    | 40-45 nodi       |
| Vigilante      | 2006 - in uso | 17,60 metri | 18-22 nodi       |
| Libecciu       | 2006 - in uso | 10 metri    | 50 nodi          |